# Жан-Мішель Моро
Жан-Мішель Моро (26 березня 1741 — 30 листопада 1814), також званий Моро ле Жен («молодший») — французький ілюстратор і гравер.

## Біографія
Моро ле Жен, як його зазвичай називають, народився в Парижі . Він був учнем художника Луї-Жозефа Ле Лоррена, який супроводжував свого вчителя до Санкт-Петербурга в 1758 році, коли Ле Лоррен став першим директором Санкт-Петербурзької академії образотворчих мистецтв, створеної минулого року, де Моро ненадовго викладав малювання перед поверненням. до Парижа в 1759 році, після несподіваної смерті Ле Лоррена.

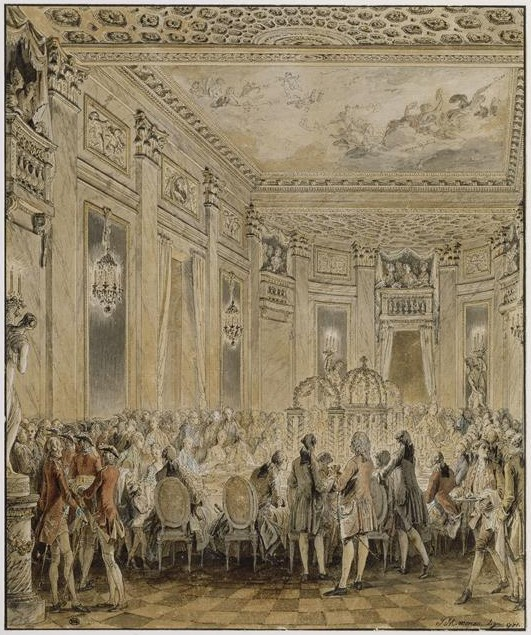
Жан-Мішель Моро Молодший, Fête donnée à Louveciennes le 2 septembre 1771 (Музей Лувру)

Він працював із гравером Жаком-Філіпом Лебасом, створюючи репродукційні малюнки сучасних художників та творів старих майстрів для граверів і навчання офорту. У 1760-х роках він також надав малюнки для гравіювання для Recueil d'Antiquités графа де Кайлюса, який доброзичливо підтримував його. Для Енциклопедії Дідро та Алембера він підготував малюнки пером, які ілюстрували ремісничі процеси. Як гравер, він співпрацював з Франсуа Буше, Юбером Гравело та іншими над ілюстраціями до видання «Метаморфоз» Овідія.
У 1765 році Моро одружився з Франсуазою-Ніколь Піно, донькою Франсуа Піно, майстра скульптора, і Жанни-Марі Пральт, батьком якої був П'єр Пральт, патріарх родини видавців, привілеїв короля .
У 1770 році він зайняв місце Шарля-Ніколя Кохіна на посаді головного Dessinateur des Menus Plaisirs du Roi за рекомендацією Кохіна. Це призвело до створення його гравюр, присвячених весіллю дофіна та його коронації в 1781 році. Завдяки успіху цих робіт він був призначений Dessinateur et Graveur du Cabinet du Roi, що забезпечило йому щорічну пенсію та проживання в галереях Лувру. Тепер йому знадобилися послуги інших граверів для відтворення його проектів, які включали ілюстрації до «Пісень» Жана-Бенжамена де Ла Борда (1773), зібрань творів Руссо (1773–82) та Вольтера (надруковані в Брюсселі, 1782—1789). Для Menus Plaisirs, бюро, яке займалося оформленням придворних урочистостей і створенням презентаційних креслень, він зафіксував багато подій, включаючи своє відоме перо і креслення інавгурації Mme du Barry у вересні 1771 року. Він також знаходив час для створення інтимних портретів вугіллям і крейдою.

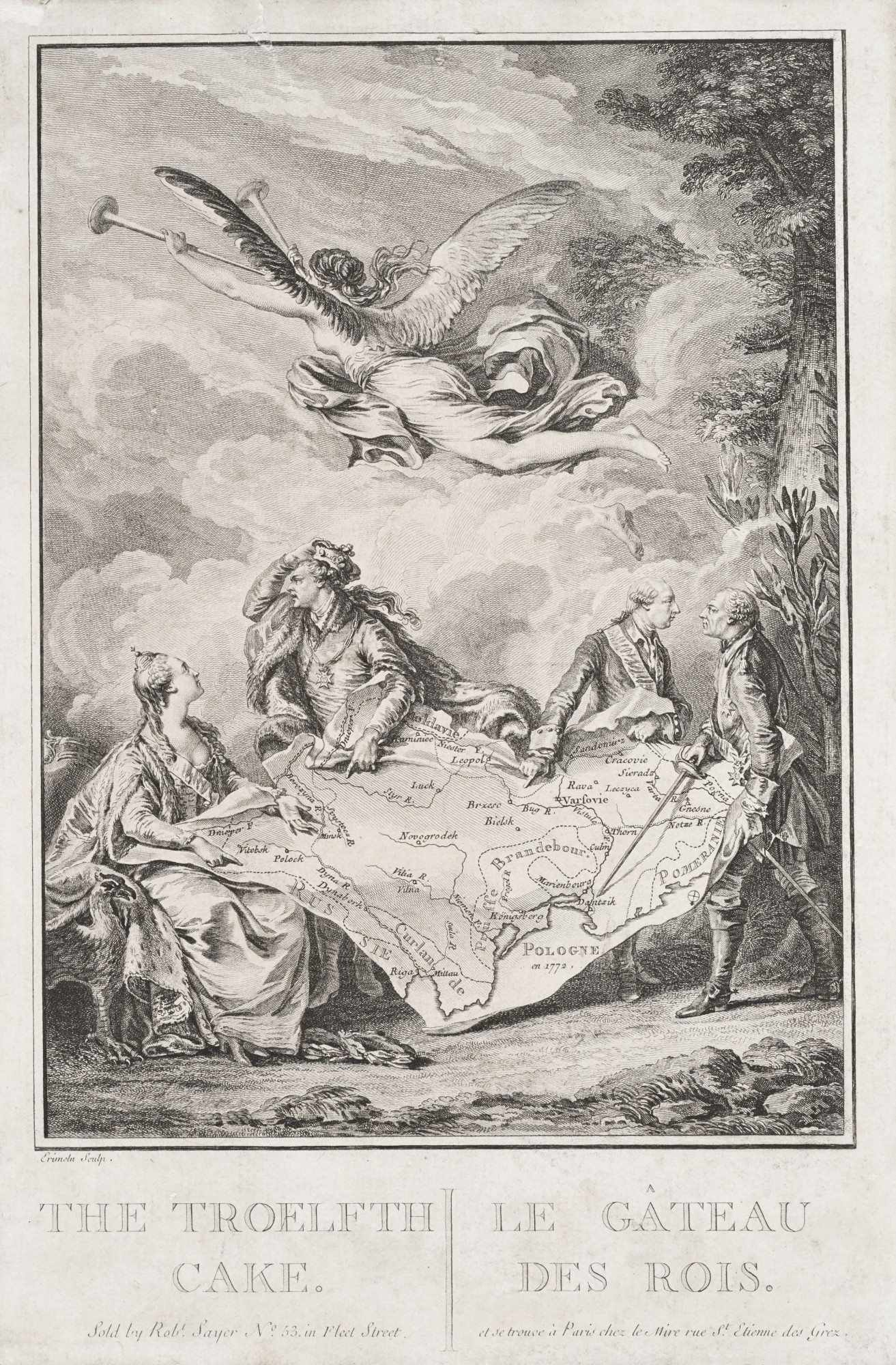
Ноель Ле Мір із Жана-Мішеля Моро Молодшого, Le gâteau des rois (The Troelfth Cake), алегорія Першого поділу Польщі

Ім'я Моро з'являється в списку 1778 року Les Neuf Soeurs, масонської ложі, названої на честь Муз, заснованої два роки тому астрономом Жеромом Лаландом і яка служила форумом для прогресивних ідей.
Він подорожував до Італії на шість місяців у 1785 році і отримав агреє в Академії живопису та скульптури Royale de Peinture et de Sculpture у 1780 році та прийнятий там як дійсний член у 1789 році. Французька революція, до якої Моро симпатизував, не завадила його успіху як ілюстратора, забезпечуючи граверів пером і малюнками для тиражування, як для французького перекладу Енеїди, опублікованого в 1804 У 1793 Моро був призначений до тимчасової комісії мистецтв і в 1797 році став професором нещодавно реформованої Центральної школи . Після реставрації Бурбонів у 1814 році Людовик XVIII знову призначив його на королівську посаду. Помер у Парижі.
У його багатій кар'єрі найбільш відомими роботами стали двадцять чотири ілюстрації, що відображають модний одяг та інтер'єри останніх років Ancien Régime, а також його внесок у Monument du costume phisique et morale. Серед них дванадцять ілюстрацій увійшли до Suite d'estampes pour servir à l'histoire des mœurs des Français au dix-huitième siècle (1776—1777), ще дванадцять — до Troisième Suite d'estampes pour servir à l'Histoire des Moeurs et du Costume… (1783), виданого його дядьком Л.-Ф. Prault та багаторазово перевиданого, зокрема у збірці 1789 року з текстом Рестіфа де ля Бретона. Кожна з перших дванадцяти віньєток, що зображують стильне сучасне життя, має анекдотичний елемент, пропонуючи «дуже ідеалізоване бачення аристократичної родини щодо дітонародження та материнства, основане на філософії Руссо» (Геллер-Грінман). У другій сюїті міститься натяк на критику аристократичної дволикості в душевних справах, тоді як деякі сільські віньєтки vertueuses (сентиментальні та доброчесні) створюють контрастний соціальний світ у стилі Греза.
Репутація Моро ле Жена була відроджена від забуття наприкінці дев'ятнадцятого століття знавцями dix-huitième Едмонда та Жуля де Гонкура .